# Zaïs
Zaïs es una ópera de Jean-Philippe Rameau que se estrenó el 29 de febrero de 1748 en la Opéra de París. Adopta la forma de una pastoral héroïque en cuatro actos y un prólogo. El libretista fue Louis de Cahusac.
De la partitura hay que destacar su obertura, que representa el surgimiento de los cuatro elementos a partir del caos. Recuerda al ballet Les élemens de Jean-Féry Rebel y anticipa la obertura que Haydn compuso para su oratorio La Creación.

## Personajes
Según el libreto publicado
| Personajes | Tipo de voz  | Reparto del estreno           |
| --- | ------------ | ----------------------------- |
| Zaïs, genio del aire | haute-contre | Pierre Jélyotte               |
| Zélidie | soprano      | Marie Fel                     |
| Oromazès, rey de los genios | basse-taille | M. Albert                     |
| Cindor, una sílfide, confidente de Zaïs | basse-taille | François Le Page              |
| Una sílfide | soprano      | Mlle. Rotisset de Romainville |
| Amour (Cupido) | soprano      | Mlle. Chefdeville             |
| Un silfo | haute-contre | François Poirier              |
| La grande prêtresse de l'Amour (La gran sacerdotisa del Amor) | soprano      | Mlle. Rotisset de Romainville |
| Coro: Génies des Éléments (Genios de los elementos), sylphes et sylphides de la Cour de Zaïs (silfos y sílfides de la corte de Zaïs ), bergers et bergères (pastores y pastorcillas), chasseurs et chasseresses (cazadores y cazadoras) |              |                               |

## Sinopsis
El genio Zaïs se disfraza de pastor para conquistar el amor de la pastorcilla Zélide. Tras una serie de pruebas en las que aquel demuestra que está dispuesto a renunciar a sus poderes mágicos por amor, Oromasès, rey de los genios, otorga a Zélide la inmortalidad para que la pareja pueda casarse.

## Grabaciones
- Zaïs, John Elwes (Zaïs), Marjanne Kweksilber (Zélidie), Max van Egmond (Oromazès) , David Thomas (Cindor), Mieke van der Sluis (Une sylphide / La grande prêtresse de l'Amour), Jane Marsch (L'Amour), René Jacobs (Un sylphe), La Petite Bande dirigida por Gustav Leonhardt (3 CD,Stil, 1975)
- Zaïs, Julian Prégardien (Zaïs), Sandrine Piau (Zélidie), Aimery Lefèvre (Oromazès), Benoït Arnould (Cindor), Amel Brahim-Djelloul (Une sylphide / La grande prêtresse de l'Amour), Hasnaa Bennani (L'Amour), Zachary Wilder (Un sylphe), Chœur de Chambre de Namur y Les Talens Lyriques dirigidos por Christophe Rousset (3 CD, Aparte, 2015)